# Frutten-Gießelsdorf
Frutten-Gießelsdorf è stato un comune austriaco nel distretto di Südoststeiermark (fino al 31 dicembre 2011 distretto di Feldbach), in Stiria. È stato soppresso il 31 dicembre 2014 e dal 1º gennaio 2015 le sue frazioni di Frutten e Gießelsdorf sono state aggregate al comune di Sankt Anna am Aigen.